# Сорокко, Татьяна
Татьяна Николаевна Соро́кко (англ. Tatiana Sorokko, урожд. Илюшкина, в первом браке — Синицына, род. 26 декабря 1971, Арзамас-16) — российская и американская манекенщица, фотомодель, модный критик, редактор и коллекционер одежды; одна из первых топ-моделей российского происхождения, сделавших карьеру на Западе после распада СССР. Участвовала в показах коллекций одежды ведущих домов моды; её фотографии появлялись на обложках таких женских журналов, как ELLE, Vogue, Harper's Bazaar и Cosmopolitan.
Собранная ею коллекция состоит из нарядов от кутюр ведущих модельеров XX века. Одежда и аксессуары, принадлежавшие ей, были неоднократно представлены на различных музейных выставках.

## Биография
Родилась 26 декабря 1971 года в закрытом городе Арзамас-16 (ныне Саров) в семье учёных. После окончания средней школы переехала жить в Москву, поступила в Московский физико-технический институт. На первом курсе, в 1989 году, начала работать в качестве модели в центре моды «Люкс» и вскоре была замечена французским модельным агентом Мэрилин Готье (Marilyn Gauthier), которая пригласила её на работу в Париж. По информации «РИА Новости», «мировая популярность пришла в 17 лет».

## Карьера
- Работала на подиуме в показах Yves Saint Laurent, Christian Dior, Givenchy, Chanel, Christian Lacroix, Nina Ricci, Vivienne Westwood, Alexander McQueen, Jean Paul Gaultier, Lanvin, Balmain, Yohji Yamamoto, Armani, Roberto Cavalli, Prada, Fendi, Gianfranco Ferrè, Marc Jacobs, Donna Karan, Ralph Lauren, Oscar de la Renta, Michael Kors, Calvin Klein и многих других домов моды[6].
- Появлялась на страницах и обложках известных журналов моды, включая Vogue, Harper's Bazaar, Cosmopolitan, ELLE и Glamour[7].
- Участвовала в рекламных кампаниях таких известных брендов, как Christian Dior, Versace Versus, Donna Karan и многих других[7].
- Изучала историю моды в Академии искусств[англ.] (Academy of Art University) в Сан-Франциско, США[8].
- Снялась в рекламе для Honda Integra с американским актёром Брэдом Питтом[9].
- Снялась в эпизодической роли в фильме Роберта Олтмена «Высокая мода»[10].
- В 2000 году стала сотрудничать с журналом Vanity Fair, для которого занималась стилистикой фотосъемок знаменитостей, таких как Питер Койоти, Изабель Альенде и других[11].
- В 2001 году стала иностранным корреспондентом и пишущим редактором российского издания журнала Vogue и до 2005 года была автором ежемесячной рубрики «Телеграмма от Татьяны Сорокко» с комментариями о моде, дизайне интерьера, стиле жизни, искусстве и архитектуре[12].
- В феврале 2004 года Татьяна Сорокко выступила с духовым квинтетом Российского национального оркестра на гастролях в США в качестве рассказчицы о сочинении французского композитора Жана-Паскаля Бейнтуса «По следам волка». На специальном концерте в вашингтонском художественном музее Коллекция Филлипса[англ.], среди многих знаменитостей присутствовал Принц Майкл Кентский, который в тот день стал Королевским покровителем Российского национального оркестра. Рецензия, опубликованная в газете Вашингтон пост, отметила, что «Татьяне… высокой белокурой супермодели достались все аплодисменты „Пети и Волка“»[13]. Ранее с Российским национальным оркестром рассказчиками в этой симфонической сказке выступали Софи Лорен, Билл Клинтон и Михаил Горбачёв[14].
- В 2005 году стала пишущим редактором моды американского журнала Harper's Bazaar, с которым сотрудничает по сей день. Брала интервью и занималась стилистикой фотосъемок знаменитостей, таких как Элизабет Тейлор[15], Джоан Коллинз, Екатерина Ющенко (супруга третьего Президента Украины Виктора Ющенко)[16], Нэнси Пелоси (Спикер Палаты представителей США)[17], Донателла Версаче, Джон Маккейн (основной кандидат от республиканцев на выборах Президента США 2008 года) и его супруга Синди[18], Ральф Лорен в Москве[19] и многих других.
- Читает лекции на темы истории моды и коллекционирования от кутюр в американских университетах и музеях, таких как Академия искусств Сан-Франциско, Художественный музей Финикса, Музей изящных искусств Сан-Франциско и других[20][21].
- Часто выставляет или передаёт в дар предметы из своей коллекции американским и российским музеям, таким как Музей Метрополитен в Нью-Йорке, Эрмитаж в Санкт-Петербурге[22], Музей де Янг в Сан-Франциско, Музей при Институте технологии моды[англ.] в Нью-Йорке и Художественный музей Финикса, штат Аризона[23].
- Неоднократно появлялась на американском Ток-шоу Марты Стюарт (Martha Stewart Show)[24][25].
- В декабре 2014 года, после десятилетнего перерыва, Татьяна Сорокко вернулась в модельный бизнес. Она появилась в фотосессии нью-йоркского фотографа Марка Селигера[англ.] для американского журнала Harper’s Bazaar[26][27]. Фотосессия под названием «Грандиозное возвращение» привлекла внимание СМИ, отметивших новый тренд модной индустрии — возвращение супермоделей 1990-х на страницы модных глянцев, а также на подиум и в рекламу[28].

## Семья
Муж Серж Сорокко — арт-дилер и издатель, владелец галереи современного искусства Serge Sorokko Gallery (Сан-Франциско, США). У супругов есть дочь Катя. Семья преимущественно живёт в Сан-Франциско.

## Коллекция
Татьяна начала коллекционировать одежду и аксессуары в 1990-х годах, после того, как покинула СССР и начала карьеру манекенщицы и фотомодели. В первую очередь она была сосредоточена на нарядах от кутюр ведущих модельеров XX века, начиная с 1910—1920-х годов. Однако к ней добавлялись и некоторые предметы прет-а-порте, преимущественно японских дизайнеров конца 1980-х — начала 1990-х годов. Коллекция частично составлена из предметов, купленных на блошиных рынках, в антикварных магазинах и на аукционах, частично из нарядов, которые сама Татьяна демонстрировала на подиуме и которые ей были подарены модельерами. Кроме того, отдельные наряды ею были заказаны лично у дизайнеров Аззедин Алайя и Ральф Руччи.
В отличие от большинства коллекционеров одежды, Татьяна всегда приобретает винтажные наряды для того, чтобы их носить. Единственная вещь, которую она ни разу не надевала — платье 1970-х годов из шёлкового шифона, принадлежавшее актрисе Софи Лорен.
В её коллекцию входят предметы одежды известных модельеров: Мариано Фортуни, Жанна Пакен, Жанна Ланвен, Мадам Гре, Кристобаль Баленсиага, Жан Пату, Пьер Бальмен, Полин Трижер, Рой Холстон, Джеймс Галанос, Жан-Луи Шеррер, Эмануэль Унгаро, Джанфранко Ферре, Жан-Поль Готье, Вивьен Вествуд, Ёдзи Ямамото. Многие модели были приобретены за небольшую сумму, но в то же время за платье-сари Баленсиаги, идентичное платью Элизабет Тэйлор, и за наряд от Скиапарелли она заплатила порядка 10 тысяч долларов.
Более 80 нарядов разных модельеров, аксессуары и сумки модного дома Hermès Татьяна представила в Москве, в залах Музея декоративно-прикладного искусства на выставке «За пределами подиума: стиль Татьяны Сорокко». Выставка, инициатором которой был Александр Шумский, прошла в апреле—мае 2010 года в рамках Российской недели моды при поддержке журнала Tatler. Куратором выступила глава отдела моды Художественного музея Финикса Денита Сеуэлл (англ. Dennita Sewell). В сентябре 2010 года выставка под названием Extending the Runway: Tatiana Sorokko Style была представлена в Художественном музее Феникса (штат Аризона, США).
К открытию выставки был выпущен каталог. Кроме фотографий, это русско-английское издание включает в себя предисловие главного редактора журнала Harper’s Bazaar Гленды Бэйли и тексты фотографа Марко Главиано и модельера Ральфа Руччи.

## Индивидуальный стиль
Чувство стиля может быть только врождённым. Моде можно научиться, ведь она окружает нас повсюду. Но мода непостоянна — она приходит и уходит. А стиль — это ваш стержень и дух. Он либо есть, либо его нет. Можно сколько угодно заниматься самообразованием, но я не думаю, что истинное чувство стиля можно привить, если оно отсутствует изначально.Татьяна Сорокко
- Западные СМИ пишут о Татьяне Сорокко как об «иконе стиля»[38][40], «королеве винтажного кутюра» и «законодательнице моды»[3]. Американский Vogue назвал её «моделью, направляющей моду» ещё в 2000 году[41]. Ей приписывают начало или популяризацию модных направлений, например, ставшую уже частью массовой культуры на Западе винтажную одежду[42]. С начала 1990-х годов[43] Татьяна собирает и носит украшения c черепами и символикой memento mori, в особенности ювелирные изделия культового венецианского ювелира Аттилио Кодоньято (Attilio Codognato)[44]. «Гардероб Татьяны не подвластен времени и отражает её неповторимый взгляд на стиль, — сказала историк моды Деннита Сеуэлл газете ArtDaily[англ.]. — Её выбор одежды выходит за пределы последних модных тенденций»[45]. Главный редактор Harper’s Bazaar Гленда Бэйли считает, что «Татьяна — икона стиля не только в том, какое место она занимает в моде, но и в том, как она смотрит на моду. Это делает её полноценным соавтором моды»[46]. Такого же мнения придерживается и дизайнер Ральф Руччи: «Татьяна одна из немногих моделей, которые привнесли в моду собственное видение и независимость. Её стиль не только безупречен, его влияние чувствуется в самых разных сферах. Она, несомненно, вдохновляла мою работу»[47]. Однако, согласно влиятельному модному сайту Style.com[англ.], стиль Татьяны Сорокко иногда бывает «диверсионным»: «Эту блузку я надела сверху вниз и задом наперёд», — осведомила топ-модель репортёра относительно своего наряда Yves Saint Laurent от кутюр[48]. В прессе также обсуждался случай, когда на показе Donna Karan корреспондент отраслевой газеты Daily Front Row[англ.] попросил Сорокко прокомментировать надетый на ней плащ. «Это тренч из её последней коллекции, который я ношу наизнанку, — заявила она. — Вы меня знаете — носить его обычным образом было бы слишком ординарно»[49]. При этом сама Сорокко называет себя человеком «далёким от моды» и в интервью с Российской газетой подчёркивает, что «мода и стиль — это две разные вещи»[32]. Мнения критиков и корифеев моды подытожила директор Всероссийского музея декоративно-прикладного искусства Маргарита Баржанова: «Наша соотечественница, она достигла невероятных успехов в мире и стала настоящей fashion-легендой… К тому же она меценат: собрала коллекцию, которую готова представить всем, кто хочет ощутить то чувство исключительного вкуса, которым обладает сама Татьяна»[50].
- В 2000 году американский Vogue включил Татьяну Сорокко в ежегодный международный список 100 самых хорошо одетых знаменитостей — «The Best Dressed List»[51], а в 2007 году американский Harper's Bazaar назвал её в числе самых хорошо одетых женщин всех времён — «Best Dressed Women of All Time»[52]. Американский Harper's Bazaar также включал её в список «Best Dressed Celebrities» ежегодно с 2008 по 2014 год[53][54][55][56][57].